# Thomas Cook Airlines Scandinavia

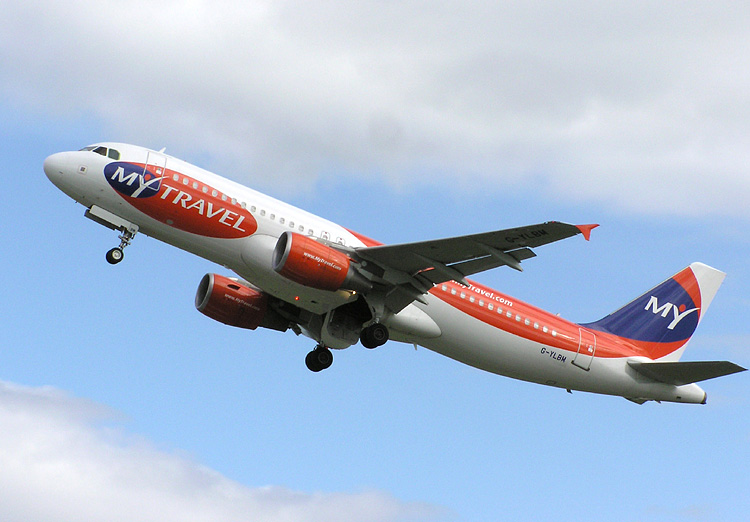
Thomas Cook (Mytravel Airways) Airbus A320-200 påbörjar en flygning. (MyTravel-färger)

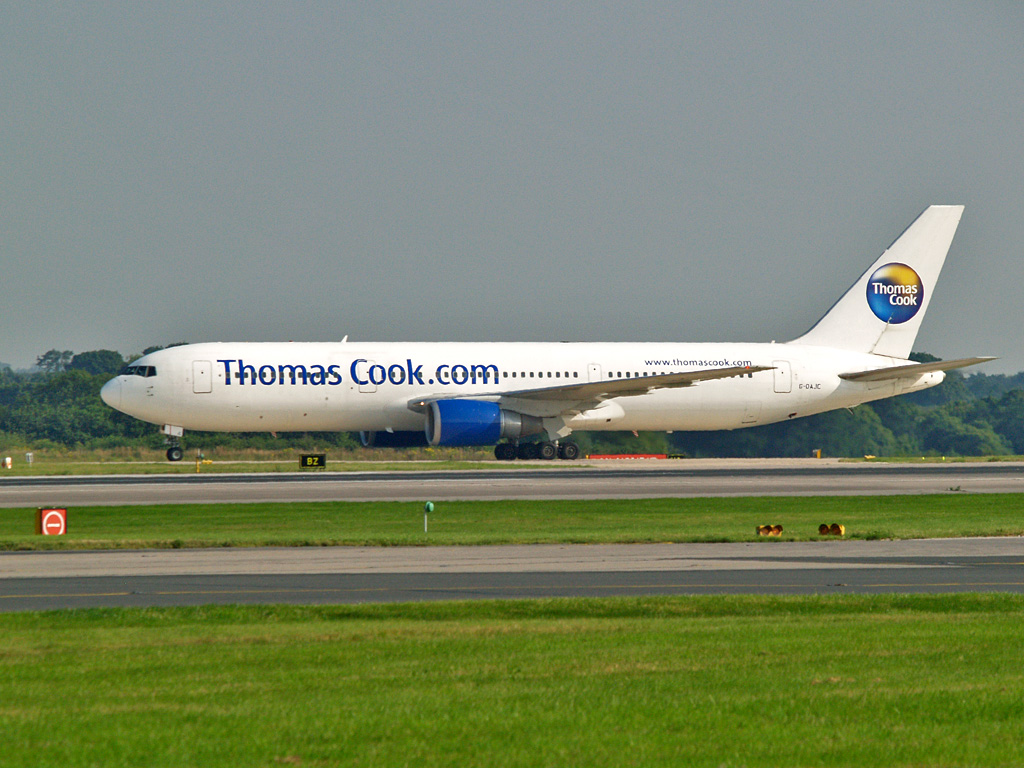
En Boeing 767 från Thomas Cook Airlines I England.

Thomas Cook Airlines Scandinavia var ett charterflygbolag, som skyltades om 30 oktober 2019 och ersattes av Sunclass Airlines. Thomas Cook Airlines Scandinavia flög fram till 30 oktober för resebyråerna Ving och Globetrotter i Sverige.  I Norge Ving.no, och i Danmark för Gullivers Reiser och Spies, i Finland flög man för Tjæreborg.  
Den tidigare huvudägaren Thomas Cook Group begärdes i konkurs 23 september 2019. Thomas Cook Scandinavia och Ving är båda juridiskt fristående bolag till moderbolaget och det innebär att företagets verksamhet fortsatte trots konkursen. 
Bolaget har sitt ursprung i danska Conair som slogs ihop med SAS charterflygbolag Scanair och tillsammans bildade Premiair. I samband med Airtours namnbyte till MyTravel Group bytte Premiair namn till MyTravel Airways. Den 9 maj 2008 bytte MyTravel Airways namn till Thomas Cook Airlines Scandinavia. 2019 byter bolaget namn till Sunclass Airlines.
Flygbolaget har sin huvudbas på Köpenhamns flygplats.

## Flotta
Huvudbas Köpenhamn. Crew-baser i Köpenhamn, Billund, Malmö, Göteborg, Stockholm, Helsingfors och Oslo. Flyger dessutom från flera mindre flygplatser i hela Skandinavien.